# Elvira Lindo
Elvira Lindo, född den 23 januari 1962 i Cádiz i Spanien, är en spansk journalist och författare. Hon är bland annat känd för barnböcker om bokfiguren "Manolito Gafotas".

## Biografi
Lindo påbörjade en journalistutbildning på Universidad Complutense i Madrid, men hoppade av denna sedan hon fått arbete som radiopratare på Spaniens riksradio (Radio Nacional de España). Idag arbetar hon främst som manusförfattare och skribent; hon skriver bland annat krönikor i den spanska dagstidningen El País. Lindo är gift med den spanska författaren Antonio Muñoz Molina och har ett barn från ett tidigare äktenskap.

## Författarkarriär
Lindo är främst känd för sina barnböcker om "Manolito Gafotas", en pojke från en arbetarklassfamilj i Madrid och som hon gestaltat på radio. Böckerna kännetecknas av sin humor och sin skarpa samhällskritik.
Lindo tilldelades 1998 priset Premio Nacional de Literatura Infantil y Juvenil (spanska kulturministeriets pris för barn- och ungdomslitteratur) för den fjärde boken i serien, Los trapos sucios. Barnböckerna har översatts till ett flertal språk.
Lindo har även skrivit romaner och essäsamlingar. 2005 tilldelades hon priset Premio Biblioteca Breve för romanen Una palabra tuya. 2018 introducerades hon på svenska av Palabra förlag med Allt jag har kvar av livet (Lo que me queda por vivir), i översättning av Ellinor Broman.